# Жорнівський парк
Жо́рнівський парк — парк-пам'ятка садово-паркового мистецтва місцевого значення в Україні. Розташований у межах Київської області, в селі Жорнівка (Києво-Святошинський район), на території, підпорядкованій Жорнівському лісництву Боярської лісової дослідницької станції, — квартал 55 виділи 8, 9, квартал 56 виділ 1. 

## Опис
Площа 5,2 га. Пам'ятка оголошена рішенням виконкому Київської обласної Ради трудящих від 28 лютого 1972 року № 118. 
Парк має оригінальний архітектурно-композиційний ландшафт. Тут зростає близько 160 видів унікальних дерев та кущів, значна частина з яких екзоти.

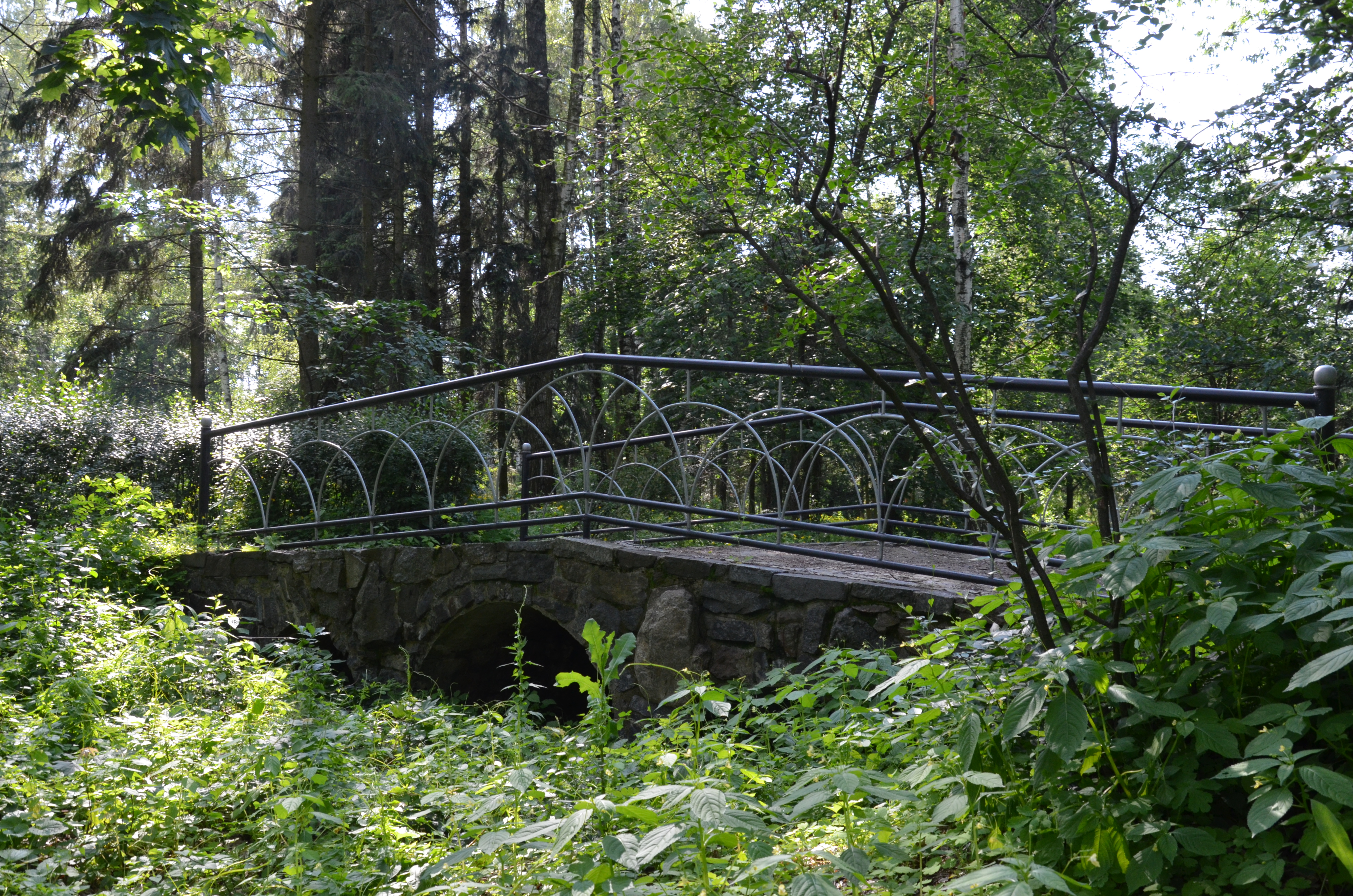
Місток у парку

У 2010 р. увійшов до складу заказника загальнодержавного значення «Жорнівський».